# Vahida Maglajlić
Vahida Maglajlić (Banja Luka, 7 aprile 1907 – Mala Krupska Rujiška, 1º aprile 1943) è stata una partigiana jugoslava riconosciuta come eroe popolare della Jugoslavia per la sua parte nella lotta contro le potenze dell'Asse durante la seconda guerra mondiale. È stata l'unica donna musulmana bosniaca a ricevere tale onore.

## Biografia
Figlia di un qadi di Banja Luka, il padre non le permise di continuare gli studi. Vahida assunse quindi varie cause sociali e umanitarie, compresi i diritti delle donne.
Dopo che la Jugoslavia fu invasa dalle potenze dell'Asse nell'aprile 1941, la Bosnia divenne parte dello Stato Indipendente di Croazia, uno stato fantoccio fascista. Maglajlić entrò nel Partito Comunista di Jugoslavia a maggio e si unì al crescente movimento di resistenza partigiana. Il suo elevato status sociale le permise di proteggere ed equipaggiare senza dar nell'occhio i partigiani locali per diversi mesi, ma alla fine venne scoperta dalle autorità e mandata in prigione. Dopo mesi di torture, Maglajlić fuggì e si unì ai partigiani. 
Maglajlić fu una figura politica influente in Bosanska Krajina fino alla sua morte in combattimento contro le truppe tedesche a Mala Krupska Rujiška.
Dopo la guerra, i suoi resti furono riesumati e riposti nel cimitero partigiano di Banja Luka. La sua immagine è stata esposta sulla copertina di volantini distribuiti dalla Organizzazione per la Liberazione della Palestina, che ha cercato di promuoverla come esempio per le donne palestinesi.

Busto commemorativo di Vahida Maglajlić a Banja Luka